# Monarchie vincentaise
La monarchie vincentaise est le régime politique en vigueur à Saint-Vincent-et-les-Grenadines, dont le chef d'État est un monarque désigné selon le principe héréditaire. L'actuel monarque vincentais est le roi Charles III, qui est également roi de quatorze autres royaumes appelés royaumes du Commonwealth. Comme le monarque ne demeure pas dans le pays, il délègue ses fonctions à un gouverneur général (actuellement Dame Susan Dougan, depuis le 1er août 2019).
Bien que la personne du monarque soit partagée avec 14 autres États souverains du Commonwealth, les monarchies de ces pays sont séparées et juridiquement distinctes. En conséquence, le souverain actuel est officiellement titré roi de Saint-Vincent-et-les-Grenadines et, à ce titre, lui et les autres membres de la famille royale assument diverses fonctions publiques et privées dans le pays, et au nom de Saint-Vincent-et-les-Grenadines à l'étranger. Le roi Charles III est cependant le seul membre de la famille royale à jouir d'un rôle constitutionnel. Si certaines fonctions appartiennent au seul monarque, la plupart de ses pouvoirs sont exercés par le gouverneur général, qui est son représentant à Saint-Vincent-et-les-Grenadines.

## Histoire
Les origines historiques de la monarchie vincentaise résident dans le colonialisme britannique, lorsque le Royaume-Uni a étendu son empire et a établi, au XVIIIe siècle, des colonies dans différentes parties du monde,. Progressivement, ces colonies reçoivent la souveraineté sur leur administration. Par le Statut de Westminster de 1931, tous ces États obtiennent une position complètement égale au sein du Commonwealth. Plusieurs anciennes colonies considèrent encore le monarque britannique comme leur souverain et sont aujourd'hui des royaumes du Commonwealth. En plus d'être le chef d'État nominatif de ces pays, le monarque est d'ailleurs le chef du Commonwealth. Bien que partageant le même souverain, les royaumes du Commonwealth sont des États indépendants les uns des autres, chacun possédant sa propre Couronne.

## Rôle constitutionnel
Le souverain est théoriquement investi des pouvoirs d'un monarque constitutionnel, mais dans les faits, tous ces pouvoirs sont exercés par le gouverneur général de Saint-Vincent-et-les-Grenadines, qui est le représentant du roi et qui agit uniquement sur avis du Parlement et du gouvernement. Par conséquent, comme d'autres pays du Commonwealth, le pays est une monarchie parlementaire. Quelques fonctions doivent néanmoins être remplies spécifiquement par le monarque (par exemple donner la sanction royale à la nomination du gouverneur général) ou réclament à la fois l'accord du monarque et celui du gouverneur général. Pour toutes les questions relatives à Saint-Vincent-et-les-Grenadines, le roi est conseillé uniquement par les ministres de la Couronne vincentais. En outre, le roi n'intervient jamais directement dans les affaires politiques.

## Titre du roi
Charles III possède officiellement un titre différent dans chacun de ses royaumes. Le titre du roi à Saint-Vincent-et-les-Grenadines est le suivant :
« Charles the Third, by the Grace of God, King of Saint Vincent and the Grenadines and of His other Realms and Territories, Head of the Commonwealth. »
« Charles Trois, par la grâce de Dieu, roi de Saint-Vincent-et-les-Grenadines et de ses autres royaumes et territoires, chef du Commonwealth. »

## Succession au trône
La succession au trône se fait par primogéniture absolue, conformément aux dispositions de l'Acte de succession à la Couronne de 2013 ainsi que de l'Acte d'Établissement de 1701 et de la Déclaration des droits de 1689. Ces textes, bien que votés à l'origine par le Parlement du Royaume-Uni, font partie du droit constitutionnel vincentais. Ainsi, l'héritier du trône britannique héritera également de la Couronne vincentaise. L'héritier est actuellement le prince William, prince de Galles.

## Liste des monarques vincentais
| No | Portrait     | Nom                                             | Début de règne   | Fin de règne     |
| -- | ------------ | ----------------------------------------------- | ---------------- | ---------------- |
| 1  | Élisabeth II | Élisabeth II (21 avril 1926 – 8 septembre 2022) | 27 octobre 1979  | 8 septembre 2022 |
| 2  | Charles III  | Charles III (né le 14 novembre 1948)            | 8 septembre 2022 | En cours         |

## Visites royales
Les membres de la famille royale effectuent régulièrement des visites officielles à Saint-Vincent-et-les-Grenadines. En général, les événements importants, les anniversaires ou les célébrations de la culture vincentaise justifient la présence du monarque — comme lorsque la reine Élisabeth II et son époux, le prince Philip, duc d'Édimbourg, ont visité le pays en 1985 pour marquer l'anniversaire de son indépendance — tandis que d'autres membres de la famille royale sont invités à participer à des occasions moins importantes. En dehors de Saint-Vincent-et-les-Grenadines, les membres de la famille royale exercent également des fonctions publiques dans les 14 autres royaumes du Commonwealth.
La reine Élisabeth II se rend à Saint-Vincent-et-les-Grenadines pour la première fois en 1966, dans le cadre de sa tournée des Caraïbes. Durant sa visite, elle assiste à un service religieux à la cathédrale Saint-Georges de Kingstown et visite l'hôpital colonial et le parc Victoria (en). En 1985, elle assiste avec le duc d'Édimbourg à la parade de l'anniversaire de l'indépendance. Le duc remet les Gold Awards du prix international du duc d'Édimbourg lors d'une cérémonie à Government House.
Plusieurs autres membres de la famille royale ont également visité le pays. La visite royale la plus récente est celle du comte et de la comtesse de Wessex, en avril 2022, pour les célébrations du jubilé de platine d'Élisabeth II. L'actuel roi Charles III s'est rendu à Saint-Vincent-et-les-Grenadines en 2019, lorsqu'il était encore prince de Galles.

## Républicanisme
La monarchie à Saint-Vincent-et-les-Grenadines faisait l'objet de peu de débats avant que le Premier ministre Ralph Gonsalves ne lance en 2002, année du jubilé d'or d'Élisabeth II, un mouvement républicain contre ce qu'il considère comme « les vestiges du colonialisme », qui aboutit à un référendum constitutionnel en 2009, quelques jours avant une visite de la reine dans les Caraïbes pour la réunion des chefs de gouvernement du Commonwealth. Malgré une campagne intensive menée par les ministres de la Couronne en faveur de la république, le référendum échoue, avec seulement 43,71 % des électeurs vincentais soutenant cette idée.
En 2016, Ralph Gonsalves fait voter un amendement supprimant le serment d'allégeance à la reine pour les fonctionnaires,.
Interrogé sur la tenue éventuelle d'un second référendum sur l'abolition de la monarchie à l'occasion d'une visite du prince Charles dans l'archipel en 2019, Ralph Gonsalves rejette une telle hypothèse sous son mandat, affirmant qu'avec la défaite du référendum, « la reine a de ce fait une légitimité politique dans le pays en plus d'une légitimité institutionnelle ». Un résultat qu'il affirme accepter bien que n'étant pas monarchiste lui-même, après avoir précisé qu'« un autre pourrait faire [un second référendum], mais pas moi ».
La mort d'Élisabeth II, le 8 septembre 2022, et l'avènement de son fils, Charles III, couronné le 6 mai 2023, amènent cependant Ralph Gonsalves à émettre le souhait d'un nouveau référendum sur la monarchie, qu'il présente comme une « absurdité ». Le Premier ministre se heurte toutefois à une opinion publique défavorable à cette idée, un sondage réalisé par Lord Ashcroft révélant que 63 % des Vincentais soutiennent le maintien de la monarchie, contre 34 % qui préfèreraient un chef d'État élu, la majorité d'entre eux affirmant que le roi et la famille royale « se soucient beaucoup » de Saint-Vincent-et-les-Grenadines.